# 제주 보림사 목조관음보살좌상
제주 보림사 목조관음보살좌상(濟州 寶林寺 木造觀音菩薩坐像)은 대한민국 제주특별자치도 제주시 건입동, 보림사에 모셔져 있는 조선시대의 불상이다. 2002년 5월 15일 제주특별자치도의 유형문화재 제18호로 지정되었다.

## 개요
제주시 보림사에 모셔져 있는 나무로 만든 관음보살좌상으로, 꽃 문양과 불꽃 문양으로 이루어진 화려한 보관(寶冠)을 쓰고 결가부좌(結跏趺坐)한 불상이다.
얼굴은 원만하며, 눈·입·코 등이 단정하고, 양쪽 귀는 짧은 편이나 목에는 세 개의 주름인 삼도(三道)가 표현되어 있어 인자하면서도 근엄함을 느낄 수 있다.
손 모양은 왼쪽 손을 들어 손바닥을 밖으로 향하여 엄지와 중지를 잡고 있으며, 오른손은 오른쪽 무릎 위에 놓아 손바닥을 위로 향하여 엄지와 중지를 잡고 보병(寶甁)을 받들고 있다.
이 불상은 전체적으로 화려한 보관과 균형 잡힌 몸체, 두텁고 아름다운 옷주름 등의 표현수법으로 보아 조선 후기 작품으로 추정된다.
보림사 목조관음보살좌상은 목불로는 우수한 조상(造像)임을 느끼게 하고 있어 역사적·예술적으로 문화재적 가치가 있다.

## 참고 문헌
- 보림사목조관음보살좌상 - 국가유산청 국가유산포털